# Olmeda del Rey
Olmeda del Rey – gmina w Hiszpanii, w prowincji Cuenca, w Kastylii-La Mancha, o powierzchni 74,81 km². W 2011 roku gmina liczyła 150 mieszkańców.